# Aulonemia yanachagensis
Aulonemia yanachagensis är en gräsart som beskrevs av Emmet J. Judziewicz och C.D.Tyrrell. Aulonemia yanachagensis ingår i släktet Aulonemia och familjen gräs. Inga underarter finns listade i Catalogue of Life.